# Lipicai
A lipicai ló Magyarországon a 32/2004. (IV. 19.) OGY határozat értelmében nemzeti kinccsé nyilvánított lófajta.

## Története

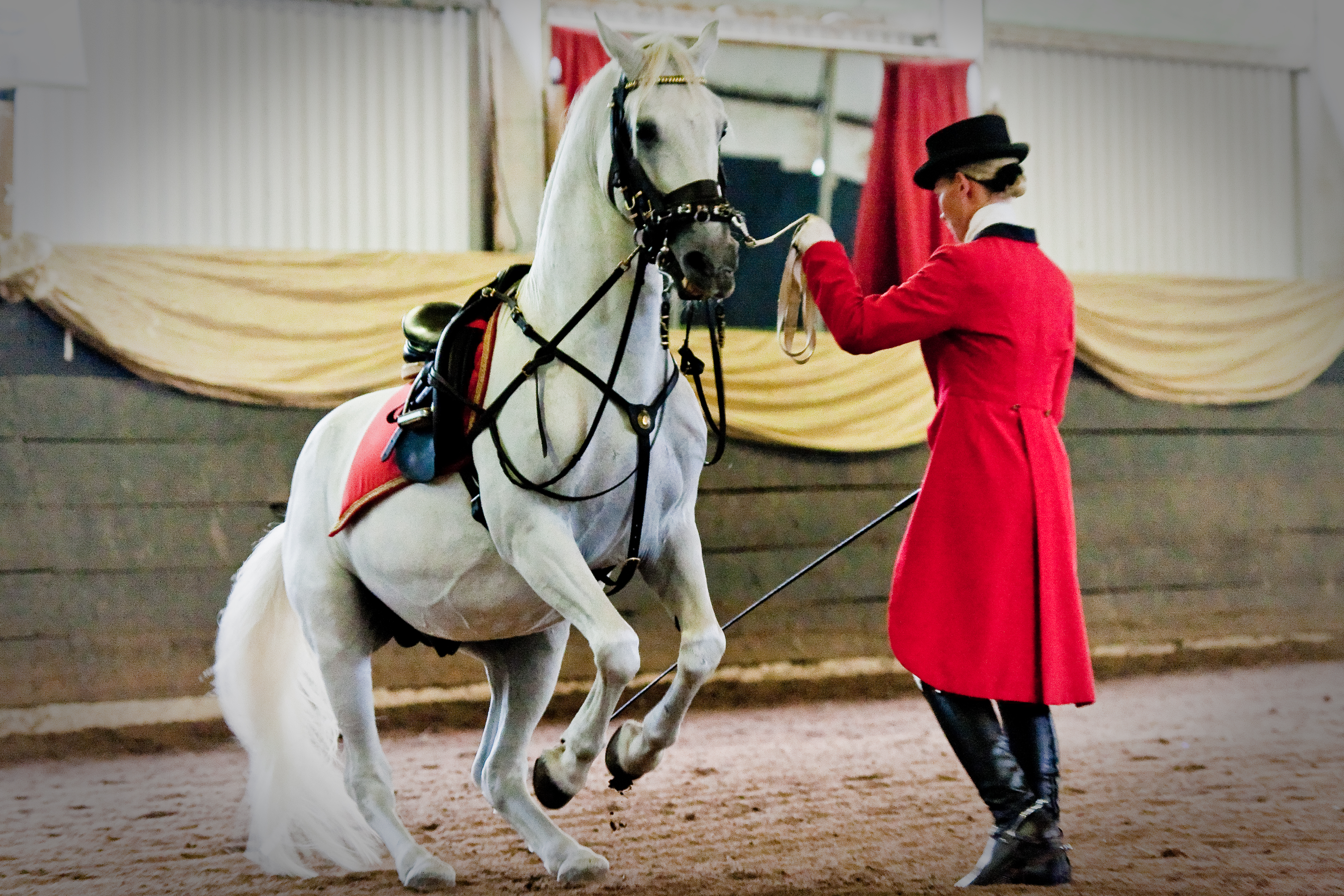
Lipicai show, Johannesburgban

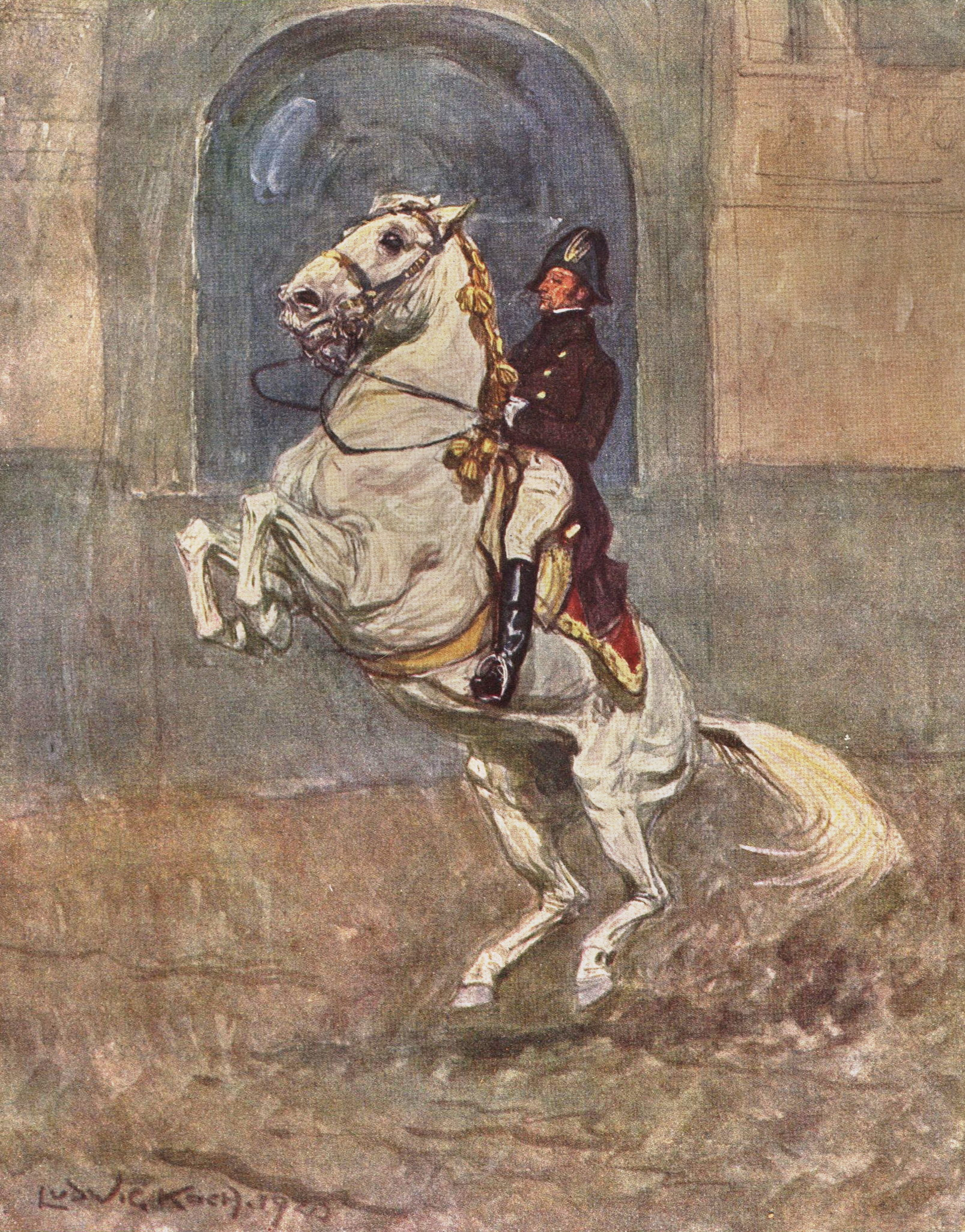
Spanyol lovasiskola, "Courbette" – meghajlás

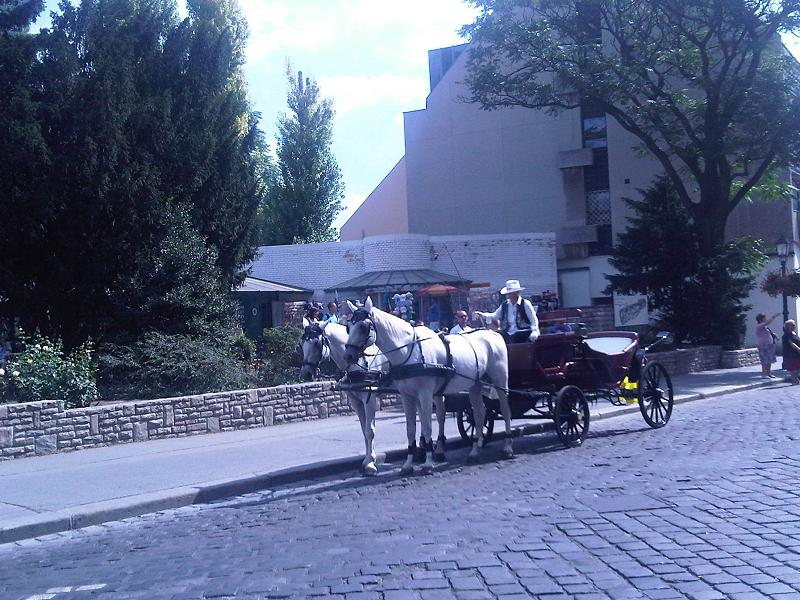
Két lipicai ló hintóba fogva; Budapesten

A lipicai története 1580-ban kezdődött, amikor I. Ferdinánd német-római császár magyar és cseh király fia, II. Károly főherceg az 1572-ben alakult bécsi spanyol lovasiskola számára egy tenyésztő telepet alapított – a császársághoz tartozó Trieszt közelében, a Karszt-fennsíkon fekvő Lipicán (olaszul Lipizza) mely ma Szlovéniai területén található. A tenyésztő telep genetikai alapját az ott található és a középkorban nagyra becsült, de kissé nehéz testű és Spanyolországból importált lovak és a szintén helyi, kemény természetű hegyi lovak adták. A császári udvar számára kívántak itt kiváló, szilárd szervezetű, a pompát, a gazdagságot minden jellegében mutató lovat kitenyészteni. A fajta ősei között vannak kemény természetű hegyi lovak és spanyol–nápolyi mének is. A kezdeteknél használt mének közül nyolc ma is létező genetikai vonalat alapított, s a tenyésztés ezekre épül.
A lipicai ménest a napóleoni háborúk idején kétszer is Magyarországra menekítették, így alakult ki a mezőhegyesi lipicai jellegű állomány. Ezeket a lovakat 1876-ban Alsószombatfalvára költöztették, majd onnan 1912-ben Bábolnára. Innen kerültek az 1950-es években újra hegyi környezetbe, Szilvásváradra.
A lipicai valódi nemzetközi fajta, az egész világon elterjedt. 400 éve fajtatisztán tenyésztik, az 1800-as évek elején alkalmazott egyetlen arab cseppvérkeresztezéstől eltekintve idegen fajtát soha nem alkalmaztak tenyésztése során. A magyarországi állomány kiemelkedő genetikai értékével tűnik ki. Tenyésztőszervezete a Magyar Lipicai Lótenyésztők Országos Egyesülete.
A tenyésztési vonalakat alkotó mének és a törzsek jelei:
- Pluto (spanyol)

Pluto Senior, szürke mén 1772-ben érkezett Lipicára Dániából, a királyi frederiksborgi ménesből, amely ebben az időben Európa-szerte ismert, spanyol vérű lovakat tenyésztett.
- Conversano (spanyol)

A Conversano törzs nápolyi eredetre tekint vissza. A Conversano nevű fekete mént 1774-ben József koronaherceg parancsára Kaunitz herceg vásárolta meg a Conversano grófok méneséből. A nápolyi fajtához tartozott és származásában részben a spanyol lovakra vezethető vissza.
- Favory (Csehország)

Favory Senior 1779-ben született a monarchia nehéz hámos, spanyol–nápolyi típusú udvari lovait tenyésztő Kladrubban. A tömeg növelése érdekében később többször is kerülnek ebből a ménesből tenyész egyedek a lipicai fajtába. A fakó színű Favory Senior 1783-tól került Lipicára, s ezzel a fajta egyik legeredményesebb ménvonala születik meg.
- Maestoso (spanyol)

Favoryval egy időben kerül Kladrubból Lipicára az eredeti spanyol Maestoso Senior. A kitűnő spanyol mén jó küllemével és mozgásával erőteljes törzset alapít a lipicai fajtában.
- Neapolitano (Nápoly)

Neapolitano Senior tenyészműködésének kezdete szintén az 1783-as esztendőhöz fűződik. Ahogyan neve is elárulja, nápolyi eredetű törzsről van szó. A 13 éves, kitűnő küllemű mén nyereg alatt tette meg a hosszú utat Nápolyból Lipicára. Az akkor már szinte egyöntetűen szürke állományba fedezőménül választott pej Neapolitano csak kivételes tulajdonságainak köszönhette ezt a megtiszteltetést, amit máig fennmaradt törzzsel hálált meg a lipicai fajtának.
- Siglavy Capriola (arab mén)

A törzsalapító Siglavy nevű arab mén 1816-ban került Lipicára. Marmagassága nem érte el a 150 cm-t. A mén Schwarzenberg herceg tenyésztéséből származott, mindkét szülője eredeti arab ló volt. A kis mén örökítése olyan átütőnek bizonyult, hogy törzse mai napig fennmaradt.
- Incitato  (Mezőhegyesen született)

Az Incitato törzs erdélyi magyar eredetű. 1802-ben gróf Bethlen Pál a bonchidai, akkor már hírneves ménesből saját tenyészete számára vásárolt néhányat az épp akkor odaérkezett eredeti spanyol lovak közül. Köztük volt a Curioso nevű mén, valamint a Capelano nevű kanca is. Kettejük párosításából született 1810 tavaszán Incitato Senior, törzsalapító mén. A rámás és jó tulajdonságokkal bíró ménre felfigyelt a mezőhegyesi katonai ménes, és 1814-ben megvásárolta.
- Tulipan (Terezovác)

A Tulipán törzs kitenyésztése szintén a magyar leleményt dicséri. A 19. sz. végén a Jankovich-Bésán család híres volt a lótenyésztéséről. A Szlavóniában található terezováci ménesében minőségi lipicai tenyészetet működtetett. Jelentőségének érzékeltetésére elég csak annyit említeni, hogy az ez időben Fogarason működő Magyar Állami Lipicai Ménes is több lovat vásárolt Terezovácról, így a ma élő összes Pluto egy itt tenyésztett törzsméntől származik, de a Maestoso és a Neapolitano törzs is innen kapott életmentő vérátömlesztést. Mégis a lótenyésztő köztudatban Terezovác neve leginkább a Tulipán törzs kitenyésztésével kapcsolódik össze, amely a Jankovichok eredeti spanyol import és lipicai kancáinak, valamint a Favory törzs Tulipán nevű ménjének alkalmazásával született meg.

## Tulajdonságai

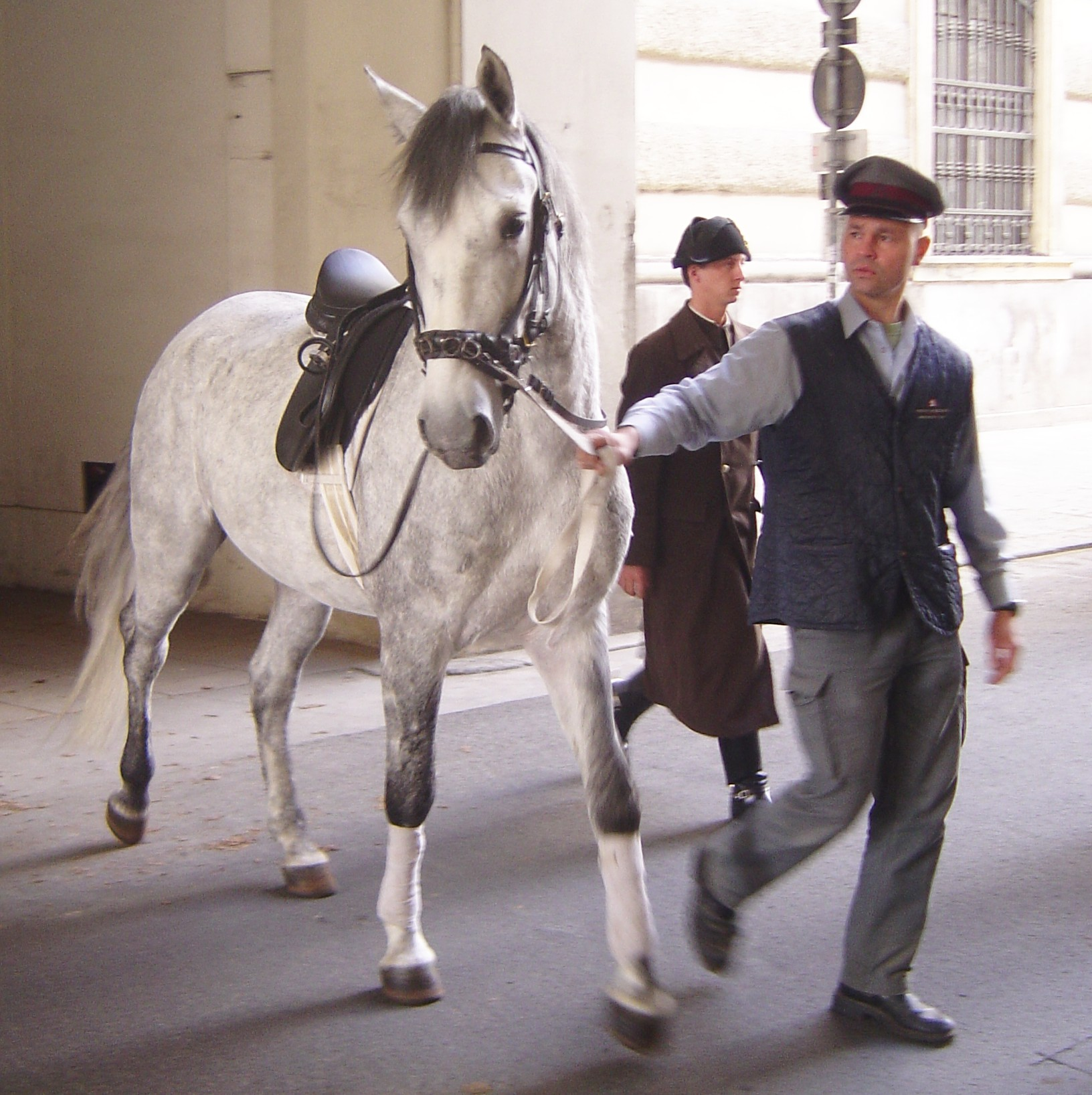
Lipicai ló a bécsi spanyol lovasiskolában

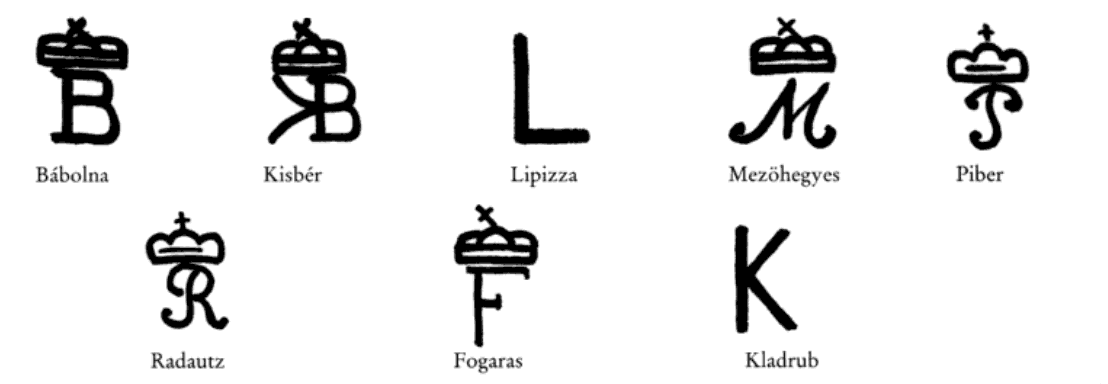
Az Osztrák–Magyar Monarchia területén létezett ménesbirtokok billogjai, lóbélyegei.

Igen tanulékony, nagyon engedelmes, jó munkakészségű, szilárd szervezetű, ellenálló, nem nagy igényű fajta. Elsősorban fogatló, kiváló hintós és kocsiló, emellett a spanyol iskolában hagyományosan használt lófajta. Nemzetközileg igen eredményes a fogatsport területén. Általában szürke, de gyakran előfordul fekete, sőt pej is. Bottal mért marmagassága 152–162 cm.

## Külleme
A lipicai nem túl nagy méretű, nemes, de nem finom fejű. Nyaka magasan illesztett, rövid. Izmos hátú ló, jól izmolt farú, inkább dongás, mint mély, korrekt lábállású, kemény patájú fajta. Ügetőmozgására jellemző a magas lábemelés és az akciós mozgás. A fajtában sok a szürke, de pej és fekete színű is előfordul.
Feje jellegzetes kosfej. Nyaka izmos, rövid. Fülei különlegesen nagyok.

## A bécsi spanyol lovasiskola
1572. szeptember 12-én[forrás?] alakult meg a híres bécsi lovasiskola, ahol magas szintű, már-már nem is díjlovaglásra, inkább „lovastáncra” idomítják a lipicai, kizárólagosan méneket. Az első világháború előtt csak a Habsburg-családnak tartottak előadást, és tanították őket lovagolni, de utána minden vasárnap nagyközönség előtt is megnyitották. De a sok szürke lipicai mellett, hagyományosan egy sötét ló is van a többi között, bizonyítva, hogy nem csak szürke színben létezik.
A lovasiskolának otthont adó épületrészt (Téli lovasiskola) Johann Bernhard Fischer von Erlach tervei szerint építették 1729–1735 között barokk stílusban. A lovasok a mai napig a tradicionális öltözetükben lovagolnak.
A lovasmutatványok eredete a reneszánsz időkre nyúlik vissza, amikor jól képzett lovakra és lovaglási technikákra volt szükség a lovas harcmodor manővereihez. A lovasbemutatókon sok híres figurát mutatnak be:
- "Courbette" – ágaskodás
- "Levade" – a ló felágaskodik, miközben hátsó lábának csánkjai szinte a talajt érintik
- "Croupade" – a ló a levegőbe ugrik, miközben mellső és hátsó lábait a hasa alá húzza
- "Capriole" – a ló a levegőbe ugrik, s ezzel egyidőben hátsó lábaival kirúg
- "Piaffe" – helyben ügetés, vagyis a ló helyben jár, gyakran két oszlop között.

## Magyar Királyi Testőrség Spanyol Lovasiskolája (Budapest)
Az Osztrák-Magyar Monarchia felbomlása után Josipovich Zsigmond javaslatára 1933-ban Budapesten is megalakították a Magyar Királyi Testőrség Spanyol Lovasiskoláját, mely 1944-ig működött és a bécsi intézettel egyenrangú volt.
Napjainkban az Epona Spanyol Lovasiskola kívánja feleleveníteni a magyar testőrség lovasiskolájának hagyományait.